# Demetrio II de Macedonia
Demetrio II, rey de Macedonia (c. 278-229 a. C.), llamado el Etólico (de la dinastía antigónida), fue uno de los epígonos. Sucedió a su padre Antígono II Gónatas y era nieto del célebre Demetrio Poliorcetes.
Sufrió desde un principio la oposición de las ligas Etolia y Aquea, que defendían la independencia de Grecia respecto a Macedonia. Obtuvo una victoria cuando ocupó Beocia y Megara, pero más tarde fue derrotado por los dardanios. Murió poco después, en el 229 a. C., dejando un hijo de 12 años. Su sucesor fue Antígono Dosón.
Demetrio II se casó con diversas princesas: Estratónice, hija del rey seléucida Antíoco I; Ftía (239 a. C.), la hija del rey Alejandro II de Epiro; Nicea, la viuda de su primo Alejandro, y Criséis, que fue la madre de su sucesor Filipo V.